# Kaiu Shirai
Kaiu Shirai (白井カイウ Shirai Kaiu?) es el seudónimo utilizado por un escritor japonés de manga que, junto a la dibujante Posuka Demizu, ha creado la serie The Promised Neverland.

## Biografía
Se conocen muy pocos detalles sobre la vida personal de Shirai, más allá de haber nacido en Gifu (Japón). Cuando era estudiante hizo algunas obras de teatro tradicional (kabuki), y al graduarse estuvo trabajando en una empresa. Sin embargo, se atrevió a dejarlo para dedicarse por completo a la escritura de manga.
A finales de 2013, Shirai se presentó en la sede de Shūeisha para vender un proyecto de serie larga, titulado «Una manera de sobrevivir en el mundo exterior» (この世界でわたしたちが生きる方法 Kono sekai de watashi-tachi ga ikiru hōhō?), que terminaría transformándose en The Promised Neverland. El guion original constaba de 300 páginas, cubría quince episodios e incluía dibujos del propio Shirai. Tras convencer a Takushi Sugita —editor de Toriko—, ambos estuvieron perfeccionándolo hasta convertirlo en Neverland.
Shirai estuvo buscando un ilustrador para Neverland durante dos años. Su debut como guionista llegó en 2015 con la serie autoconclusiva Ashley: Gate no Yukue, publicada en Shōnen Jump Plus con dibujos de Rickey. Meses después pidió reunirse con Posuka Demizu, en aquella época ayudante de Shūeisha, y ambos llegaron a un acuerdo para trabajar juntos. Dado que era su primera colaboración, el editor les pidió otra serie autoconclusiva de treinta páginas, Poppy no Negai («El deseo de Poppy»), publicada en febrero de 2016 por Shōnen Jump Plus. The Promised Neverland se estrenó en agosto de 2016 en Weekly Shōnen Jump y logró convertirse en un éxito de ventas, además de contar con una adaptación a anime.
Tras concluir Neverland, Shirai ha continuado trabajando con otros autores de Shōnen Jump: en enero de 2024 publicó una obra autoconclusiva, Kubigeshō, ilustrada por Shiki Hamada. Y en diciembre del mismo año editó otro one-shot, Apple, con dibujo de Yōichi Amano.